# Retropinna
Retropinna is een geslacht van straalvinnige vissen uit de familie van Nieuw-Zeelandse snoekforellen of smelten (Retropinnidae).

## Soorten
- Retropinna retropinna (Richardson, 1848)
- Retropinna semoni (Weber, 1895)
- Retropinna tasmanica McCulloch, 1920